# Saint-Cernin (Lot)
Saint-Cernin is een plaats en voormalige gemeente in het Franse departement Lot in de regio Occitanie en telt 167 inwoners (1999). De plaats maakt deel uit van het arrondissement Cahors.

## Geschiedenis
Saint-Cernin is op 1 januari 2016 gefuseerd met de gemeente Saint-Martin-de-Vers tot de gemeente Les Pechs du Vers. 

## Geografie
De oppervlakte van Saint-Cernin bedraagt 16,6 km², de bevolkingsdichtheid is 10,1 inwoners per km².
De onderstaande kaart toont de ligging van Saint-Cernin (Lot) met de belangrijkste infrastructuur en aangrenzende gemeenten.

## Demografie
Onderstaande figuur toont het verloop van het inwonertal.